# 이상택
이상택(1988년 10월 22일 ~)은 대한민국의 가수다. 2017년 싱글 [바람 (간절한 마음)]으로 데뷔했다.

## 방송
- 히든싱어 2 (2013) - 박진영편 준우승, 왕중왕전 12위

## 음반
- 바람 (간절한 마음) (2017)